# Marios Lekkas
Marios Lekkas (Μάριος Λέκκας) (Atene, 5 aprile 1979) è un modello greco.

## Carriera
Nato ad Atene, Marios Lekkas inizia la propria carriera nella moda all'età di ventitré anni nel 1982. Ha sfilato fra gli altri per Prada, D&G, Frankie Morello, Gazzarini, Giorgio Armani, Versace, Alessandro Dell'Acqua, Louis Vuitton, Ralph Lauren, Puma, Diesel, Roberto Cavalli, Abbey Comfrey, Jasper Conran, Bruce Weber ed è stato inoltre testimonial per le campagne pubblicitarie dei Profumi di Bvlgari, Max Factor ed Ungaro Man e dell'azienda Nine West World Wide insieme alla collega Fernanda Tavares, fotografati da Cliff Watts.

## Agenzie
- NEXT Model Management
- Fashion Model Management - Milano
- MGM Models - Parigi
- DNA Model Management
- Storm Model Agency - Londra
- View Management - Barcellona